# Minehead
Koordinaten: 51° 12′ N, 3° 29′ W
Minehead ist eine Stadt an der Nordküste Somersets (England) und ist mit rund 10.000 Einwohnern die größte Stadt der Exmoor Region. Minehead liegt direkt am Meer und ist ein typisches viktorianisches Seebad und Touristenziel.

## Lage
Minehead liegt am Bristol Channel und ihr Strand bildet das westliche Ende der Bridgwater Bay. Die Stadt Bridgwater liegt rund 30 km östlich, die Hauptstadt der Grafschaft, Taunton, rund 40 km südwestlich und Exeter gut 70 km südlich.

## Geschichte

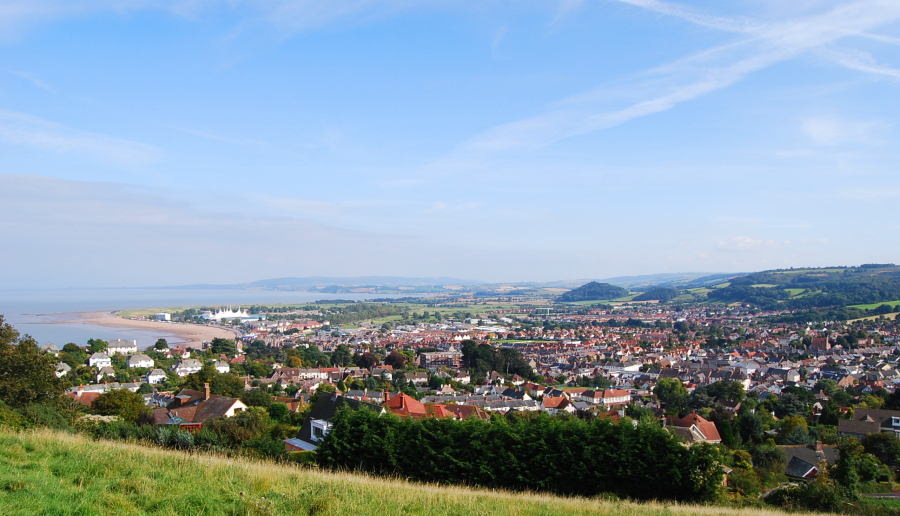
Blick über Minehead

Minehead wird im Jahr 1086 im Domesday Book (1086) als Maneheve erwähnt. Seit 1465 ist der 1. Mai der Festtag in Minehead. Ein Großfeuer zerstörte 1791 das Zentrum von Minehead, nur zwei Steinhäuser blieben stehen. Seit 1974 wird Minehead durch den West Somerset District Council verwaltet. Das Town Council wurde 1983 gegründet.
Bei der Monmouth Rebellion im Jahre 1685 stammten sieben Rebellen aus Minehead. Am 16. Juli 1874 wurde die Eisenbahnverbindung nach Taunton durch die Minehead Railway fertiggestellt. Die Strecke wurde am 4. Januar 1971 durch die British Railways stillgelegt, aber zu Ostern 1976 als private Museumsbahn durch die West Somerset Railway wieder eröffnet.

## Verkehr

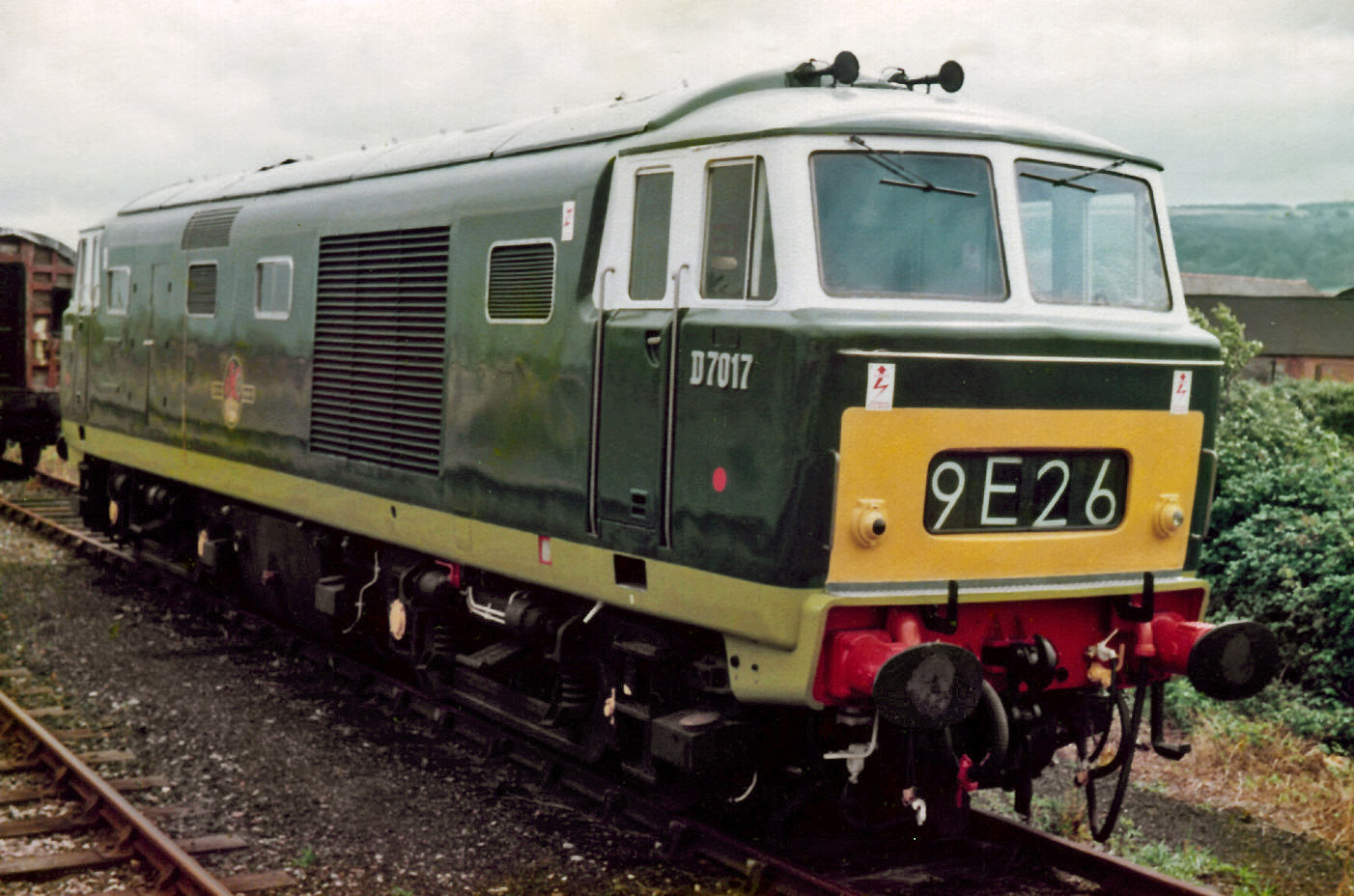
Eine Diesellokomotive der West Somerset Railway

Minehead ist die Endstation der West Somerset Railway und liegt an der Küstenstraße A 39. Die nächsten größeren Ortschaften entlang der A 39 sind westlich Porlock und östlich Dunster. In Dunster zweigt die A 396 Richtung Süden von der A 39 ab.

## Tourismus
Mit der Eisenbahn begann für Minehead die Zeit als Seebad. Die Quay Town, gelegen am Kiesstrand, bietet das, was man von einem englischen Seebad erwartet. Hier hat zur viktorianischen Zeit der Tourismus seinen Höhepunkt erlebt, nachdem eine Zugverbindung zum Wasser eingerichtet war. Touristisch beliebt sind die steilen Altstadtgassen und die reetgedeckten Häuser rund um die Kirche. In Minehead befindet sich der Startpunkt für den South West Coast Path. Der Minehead & West Somerset Golf Club, wurde im Jahre 1882 gegründet und gilt als ältester Golfclub der Region Somerset. Am Hafen gibt es eine kleine Fischersakristei (St Peter's Church). In Minehead befindet sich auch eins der fünf Butlin’s holiday camps. Durch die zunehmende Erschwinglichkeit eines Urlaubes in wärmeren Regionen, insbesondere am Mittelmeer, verlor Minehead touristisch in England an Bedeutung.

## Partnerschaften
Partnerstadt ist seit 1991 die französische Kleinstadt Saint-Berthevin im Département Mayenne. Es besteht eine Schulpartnerschaft mit dem Freiherr-vom-Stein-Gymnasium in Bünde in Nordrhein-Westfalen.

## Söhne und Töchter der Stadt
An der Blenheim Road in Minehead wurde am 16. Dezember 1917 der Science-Fiction-Autor Arthur C. Clarke geboren; er starb am 19. März 2008 in Colombo.
Der britische Organist und Komponist Peter Hurford wurde am 22. November 1930 in Minehead geboren; er starb am 3. März 2019.
Der britische TV-Moderator Stephen Mulhern wurde am 4. April 1977 in Minehead geboren.

## Trivia
Minehead ist Gegenstand eines Sketches in der zwölften Episode der ersten Staffel von Monty Python’s Flying Circus ("North Minehead by-election").